# 謝必鏗
謝必鏗（？—？），福建省福州府連江縣人，清朝政治人物、同進士出身。
光緒九年（1883年），参加癸未科殿試，登進士三甲66名。同年五月，著交吏部掣签分发各省，以知县即用，擔任四川垫江知县。